# Eugène Pierre Nicolas Fournier
Eugène Pierre Nicolas Fournier (París, 15 de febrer de 1834 — París, 10 de juny de 1884) va ser un botànic francès.
Va estar particularment interessat en les falgueres. Era membre de la Société Royale de Botanique de Belgique.
El gènere Fourniera (família Cyatheaceae) rep el seu cognom.

## Obres
- Articles al Bulletin de la Société Botanique de France:
  - Sur la valeur du genre Aconiopteris - 1867, n° 14 - p. 261
  - Sur les hyménophyllées recueillies dans l'Amérique centrale par MM. Ch. Wright, Fendler et Th. Husnot - 1868, n°15 - p. 143
  - Sur les fougères de la Nouvelle-Calédonie - 1869, n°16 - p. 389 à 422
  - Sur deux Pellaea nouveau - 1869, n°16 p. LXVIII
  - Sur deux fougères nouvelles du Nicaragua - 1870, n°17 - p. 236
  - Sur les hyménophyllées recueillies dans l'Amérique centrale par MM. Ch. Wright, Fendler et Th. Husnot - 1872, n°19 - p. 239
  - Sertum Nicaraguense - 1872, n°19 - p. 247
  - Sur le genre Bommeria - 1880, n°27 - p. 327
- Amb Émile Bescherelle - Mexicanas plantas nuper a collectoribus expeditionis scientificae allatas: aut longis ab annis in herbario musei parisiensis depositas praeside J. Decaisne. Paris - typographeo reipublicae, 1872
- Felices nova-Caledoniae. Enumeratio monographica - Annales des sciences naturelles, 1873, n°18
- Sur les fougères et les lycopodiacées des îles Saint-Paul et Amsterdam - Compte-rendu de la société botanique, 1875, n°81 - p. 1139
- Fougères nouvelles introduites par M. J. Linden - L'illustration horticole, 1876, n°23 - p. 99
- Comptes Rendus - Congrès International de Botanique Horticole, Paris, 1878 - p. 227-252